# 차오루
차오루(중국어 간체자: 曺璐, 병음: Cáo Lù, 1987년 8월 30일 ~ )은 대한민국에서 활동하는 중국인 가수로 과거 걸 그룹 피에스타의 구성원이었다.
후난성 장가계 출신으로 중국 내 소수민족 중 하나인 먀오족(묘족)이며, 2004년 중국에서 솔로로 데뷔하여 중국중앙텔레비전(CCTV)에서 10대 신인상을 받은 이력이 있다.
중국에서는 장나라와 같은 기획사에서 활동했으며, 장나라가 대한민국에서 중문 에디션 음반인 《비상》을 발매할 당시 홍보 활동을 도우면서 대한민국과 인연을 맺었다.
중국에서 장나라와 같은 기획사에 소속된 인연으로 장나라에게 중앙대학교를 소개받아 2006년에 대한민국으로 건너와서 대학교 입학에 필요한 한국어 4급 자격을 취득한 후 중앙대학교 2008학번으로 입학했다고 한다.

## 학력
- 중앙대학교 연극영화학과 (2008학번)[4]

## 음반

### 솔로
- "Cat" (LuLu라는 이름으로 2005년 발매)
- 2017년: 왜 또 봄이야 (예린, 키썸과 함께)

## TV 방송

### 예능
| 연도 | 제목                             | 방송사     | 비고                                                           |
| ---- | -------------------------------- | ---------- | -------------------------------------------------------------- |
| 2016 | 《진짜 사나이》여군특집          | MBC        | 여군특집 출연                                                  |
| 2016 | 《동상이몽, 괜찮아 괜찮아》      | SBS        | 게스트                                                         |
| 2016 | 《우리 결혼했어요》              | MBC        | 출연                                                           |
| 2016 | 《함부로 배우하게》              | K-STAR     | 출연                                                           |
| 2016 | 《비디오스타》                   | MBC Every1 | 진행                                                           |
| 2016 | 《미스터리 음악쇼 복면가왕》     | MBC        | 일일 판정단, 참가자(일해라 절해라 하지 마세요! 우리말 나들이!) |
| 2017 | 《아는 형님》                    | JTBC       | 게스트                                                         |
| 2017 | 《개밥 주는 남자 시즌 2》        | 채널A      | 특별출연                                                       |
| 2017 | 《세모방 : 세상의 모든 방송》    | MBC        | 특별출연                                                       |
| 2017 | 《랭킹쇼 123》                   | MBC        | 추리단                                                         |
| 2017 | 《백종원의 푸드트럭》            | SBS        | 푸드트레일러 참가자                                            |
| 2017 | 《시골빵집》                     | TV조선     | 특별출연                                                       |
| 2017 | 《식식한 소녀들》                | E채널      |                                                                |
| 2018 | 《원나잇 푸드트립 : 언리미티드》 | Olive      |                                                                |
| 2018 | 《현실남녀 2》                   | MBN        |                                                                |
| 2018 | 《어쩌다 행동과학연구소》        | tvN        |                                                                |
| 2018 | 《청춘식당》                     | UMAX       |                                                                |
| 2019 | 《미스트롯》                     | TV조선     | 패널                                                           |
| 2019 | 《훈맹정음》                     | MBN        |                                                                |
| 2019 | 《배틀 트립》                    | KBS2       | 게스트 (133회)                                                 |
| 2019 | 《짠내투어》                     | tvN        | 게스트 (베트남 편)                                             |
| 2019 | 《배틀 트립》                    | KBS2       | 스페셜 MC (143회)                                              |
| 2019 | 《달리는 노래방》                | KBS2       | 게스트                                                         |

### 드라마
| 연도 | 제목            | 방송사 | 배역           | 비고     |
| ---- | --------------- | ------ | -------------- | -------- |
| 2017 | 《마음의 소리》 | KBS2   | 중국 여배우 역 |          |
| 2017 | 《미씽나인》    | MBC    | 채민 역        |          |
| 2019 | 《리갈 하이》   | JTBC   | 왕려령 역      | 특별출연 |

### 교육
| 연도 | 제목               | 방송사 | 비고        |
| ---- | ------------------ | ------ | ----------- |
| 2016 | 《입이트는중국어》 | EBS    | 원어민 강사 |

## 수상
- 2016년 MBC 방송연예대상 인기상